# Przygody Tintina (film)
Przygody Tintina (ang. The Adventures of Tintin) – belgijsko-amerykański film animowany w technologii trójwymiarowej stworzony na podstawie serii komiksów o Tintinie autorstwa Hergé, a w szczególności na wątkach z albumów Tajemnica jednorożca, Krab o złotych szczypcach i Skarb Szkarłatnego Rackhama. Pierwszy obraz animowany wyreżyserowany przez Stevena Spielberga.

## Opis fabuły
Młody, ciekawy świata podróżnik i reporter Tintin oraz jego wierny pies Snowy (dos. Śnieżek, w polskiej wersji – Miluś, w komiksie – Milou) przez przypadek odkrywają model statku, który, jak się okazuje, skrywa w sobie wielką tajemnicę. Zafascynowany starożytną zagadką spisaną na kawałku pergaminu zamieszczonym wewnątrz modelu Tintin próbuje znaleźć klucz do jej rozwikłania.
Na jego drodze staje jednak Ivan Ivanovitch Sakharine, diaboliczny czarny charakter, który jest przekonany o tym, że Tintin wszedł w posiadanie bezcennego skarbu związanego z osobą pirata zwanego Rackham Czerwony.
Z pomocą wiernego Snowy’ego, marudnego Kapitana Haddocka (Baryłka) oraz roztargnionych detektywów Thompsona i Thomsona (Tajniak i Jawniak), Tintin postanawia wyruszyć na wyprawę, której celem jest znalezienie miejsca spoczynku wraku statku o nazwie The Unicorn (Jednorożec), w którym może skrywać się ogromny skarb.

## Obsada
- Jamie Bell – Tintin
- Andy Serkis – kapitan Baryłka / Kawaler Franciszek de Baryłka
- Daniel Craig – Sacharyna / Szkarłatny Rackham
- Simon Pegg – Tajniak
- Nick Frost – Jawniak
- Toby Jones – Filozela
- Tony Curran – porucznik Delcourt
- Sebastian Roché – Pedro
- Mackenzie Crook – Ernie

## Wersja polska
Opracowanie wersji polskiej: Start International Polska

Reżyseria: Bartosz Wierzbięta

Dialogi: Katarzyna Wojsz

W wersji polskiej udział wzięli:
- Grzegorz Drojewski – Tintin
- Andrzej Chudy –
  - kapitan Baryłka,
  - Kawaler Franciszek de Baryłka
- Grzegorz Wons –
  - Sacharyna,
  - Szkarłatny Rackham
- Krzysztof Dracz – Tajniak
- Sławomir Pacek – Jawniak
- Olga Bończyk – Bianca Castafiore
- Tomasz Grochoczyński – Filozela
- Dariusz Błażejewski

i inni